# Daniel Bacheler
Œuvres principales
Walsingham Consort Books (1588)
Daniel Bacheler ou Daniell Batcheler (né le 16 mars 1572 et mort le 29 janvier 1619 dans le Kent) est un compositeur et luthiste anglais, actif à la fin de la Renaissance, durant le règne de Jacques Ier au début du XVIIe siècle.
Bacheler est, avec John Dowland, un des principaux luthistes anglais de la fin de l'ère élisabéthaine et de l'ère jacobéenne.
Il est probablement, de tous les luthistes anglais, celui qui eut le plus de succès de son vivant.

## Biographie
Cinquième des dix enfants d'une famille d'agriculteurs du comté de Buckinghamshire, Daniel Bacheler montre apparemment des talents musicaux très jeune.
En 1579, à l'âge de sept ans, il devient apprenti chez son oncle, Thomas Cardell, qui est luthiste et maître de danse à la cour de la reine Élisabeth Ire au palais de Westminster,.
En 1586, à l'âge de quatorze ans, il entre au service du Secretary of State Francis Walsingham,.
Bacheler n'a que seize ans lorsqu'il compose en 1588 ses premières œuvres, des pièces pour consorts brisé consignées dans les « Walsingham Consort Books »,.
En 1590, il entre au service du comte d'Essex Robert Devereux et de sa femme Frances, fille de Walsingham, et il reste au service de ce favori de la reine Élisabeth jusqu'à l'exécution de celui-ci en 1601 pour avoir fomenté un complot.
En 1603, lors de l'accession de Jacques Ier au trône d'Angleterre, Lady Essex (la veuve de Robert Devereux) est invitée à la cour de la Reine Anne. Bacheler l'accompagne et entre au service de la Reine, non en tant que luthiste mais en tant que valet de chambre de la Reine (Groom of the Privy Chamber), avec un salaire de loin supérieur à celui d'un luthiste. Il joue et compose de la musique pour la Reine, et remplit parfois le rôle de secrétaire royal.
C'est probablement une épidémie de variole sévissant à la cour qui emporte Bacheler en 1619, à l'âge de 45 ans. Il est enterré à côté du domaine de la Reine à Greenwich.

## Bacheler et Dowland
Daniel Bacheler et son contemporain John Dowland s'admiraient réciproquement : Bacheler écrivit A Galliard upon a Galliard by John Dowland, et Dowland fit de même avec une des œuvres de Bacheler.

## Œuvres
Bacheler a écrit de la musique pour consort, de la musique pour luth solo et une chanson.
La musique pour consort de Daniel Bacheler se trouve dans les « Walsingham Consort Books » de 1588, qui constituent une collection de pièces pour consorts brisé (broken consort) c'est-à-dire réunissant des instruments de nature différente.
Sa musique pour luth est contenue dans les deux volumes publiés par Robert Dowland en 1610, A Musicall Banquet et A Varietie of Lute Lessons où Robert Dowland l'appelle the right perfect Musition (le musicien parfait), ainsi que dans le Lord Herbert of Cherbury's Lute Book, un manuscrit qui contient des œuvres de nombreux luthistes comme Gaultier, Anthony Holborne, Daniel Bacheler, John Dowland, Robert Johnson, etc....
Ses pièces de luth sont principalement des pavanes, des gaillardes, des allemandes et des préludes. Certaines de ses compositions requièrent une technique considérable, et il fut un des premiers luthistes à explorer les sonorités basses du luth.
La chanson de Bacheler intitulée To Plead My Faith (publiée dans le Musicall Banquet de Robert Dowland) comporte des paroles écrites par le comte d'Essex Robert Devereux.

## Discographie
- Paul O'Dette : The Bachelar's Delight - label Harmonia Mundi
- La Caccia, Susan Hamilton, Patrick Denecker : The Walsingham Consort Books - label Ricercar
- Jakob Lindberg : Jacobean Lute Music - label BIS
- Jakob Lindberg : Virtuoso Lute Music from Italy and England - label BIS
- Steve Kostelnik : Guitar Recital - label Naxos